# 衛星

主要な衛星の大きさ比較

衛星（えいせい、英語: natural satellite）は、惑星や準惑星・小惑星の周りを公転する天然の天体。ただし、惑星の環などを構成する氷や岩石などの小天体は、普通は衛星とは呼ばれない。

## 概要
地球の衛星である月が先史時代から存在を知られていた唯一の衛星であるが、コペルニクス以前の天動説では惑星の一つと考えられていた。ガリレオ・ガリレイが木星に発見した4つの衛星いわゆるガリレオ衛星が有史以後発見された最初の衛星である。そしてヨハネス・ケプラーによって地動説が優勢になり、ラテン語で従者を意味するsatellesから「衛星」と呼ばれるようになった。
国際天文学連合（IAU）では、2006年に太陽系の惑星の定義を決議したが、衛星の定義に関しては「今後、天文学連合で検討されて決定する見込み」とするにとどまった。ただ、惑星の定義を単純に衛星に転用することは適切でないと考えられており、例えば惑星の定義に含まれる「重力平衡形状（ほぼ球状）を持つ」を条件にすると、これまで衛星と呼ばれていた天体が定義から外れるケースを生じると指摘されている。土星の衛星のヒペリオン（ハイペリオン）は、長軸径が約360km、短軸径が約225km（比は1.6）の太陽系最大の非球形天体である。また、冥王星とカロンのようにサイズが近く、天体間の共通重心が母惑星の表面よりも外側にある場合を、従来のように準惑星-衛星系と考えるか二重天体（二重準惑星）と考えるかも議論になっている。
人間が作った人工天体の場合には天然の衛星（自然衛星）と区別するために「人工衛星」(英: Artificial Satellite) と呼ぶが、これを単に「衛星」と呼ぶことも少なくない。英語では、口語的に "moons" という言葉で、日本語でも「（惑星）の月」という呼び方で、月にかぎらず、各惑星等の衛星全般を指すこともある。
衛星の周りを公転する天体を孫衛星と呼ぶ。天然の孫衛星は現在のところ発見されておらず、一時的に存在できたとしても軌道が不安定であると考えられている。

## 安定する条件
惑星からロシュ限界以上に離れている事
惑星に近すぎると、惑星の重力が原料のデブリの凝集を防ぐので球状の衛星に成れない。
同期軌道の外側に存在している事
衛星が同期軌道より内側を公転していると潮汐力の影響で惑星の自転速度を上げるため、自身の運動エネルギーを失ってしまい軌道がどんどん降下して（同時に公転周期も短くなり）ロシュ限界に突入してしまう。
逆に同期軌道より遠い場合は惑星の自転速度から運動エネルギーをもらい徐々に軌道が上がっていき公転周期が長くなるが、惑星の自転速度も遅くなるので最終的にこれらが釣り合い、衛星の公転周期＝惑星の自転周期になった所で止まるので安定する。
逆行衛星でないこと
逆行衛星の場合、潮汐力で惑星の自転と自身の運動エネルギーが相殺し合って運動エネルギーを失うので、最初の軌道がいかに離れていても降下していき、最終的に衛星はロシュ限界に突入する。
衛星が1つだけか、惑星が衛星よりはるかに大きく複数の衛星が軌道共鳴の関係にある事。
基本的に複数の衛星は不安定で惑星との潮汐力の影響で軌道が変わっていく際に均一に移動していかず、最終的にくっついて1つになってしまう。
これを防ぐには木星のガリレオ衛星のようにそれぞれの衛星が軌道共鳴にあることで、これならばお互い運動エネルギーを得ては失うことを周期的に繰り返して行く必要があるが、これは惑星が衛星よりはるかに大きい場合にのみ成立し、月と地球のような衛星が惑星の質量に近い場合は不可能である。
また、衛星の形成原因は以下の4通りの説が出されている。
- 惑星とともに形成された
- 惑星から分裂した（ただし極めて考えにくい[7]）[8]
- 衝突によって惑星から分離した
- 惑星によって捕捉された

これらのうち惑星とともに形成された説は惑星に対し質量が相当大きな衛星も存在し得る（ガス惑星と地球サイズの衛星という組み合わせも可能）が、捕捉説は天体が大きくなると惑星の引力で捕捉が困難になるため成立しなくなる他、衝突説は岩石惑星の場合は良いが、ガス惑星の場合衝突で放出されるものの大半が水素やヘリウムといったガスなのですぐに散らばり、大きな衛星形成は困難になるといった違いがある。
また、逆行衛星の場合は捕捉説以外の成因はほぼ不可能で、海王星のトリトンはこうした逆行軌道であることから過去に海王星が捕捉した天体というのが定説となっている。

## 太陽系の惑星と準惑星の衛星
2023年5月現在、太陽系の惑星を周回する衛星は284個発見されている。また2007年末時点で、そのうち144個に名前がついている。

### 組成
太陽系の衛星には地球の衛星である月のように主に岩石のみで構成された岩石衛星（岩石型衛星）と、木星以遠の領域にある大部分の衛星のように二酸化炭素主体の氷と岩石あるいは氷のみで構成された氷衛星に分けられる。ただ、氷衛星は太陽系にごくありふれた存在であり、太陽系の衛星で氷をまとっていないのは地球の月と火星の2つの小衛星、木星の衛星イオだけである。
地球はやや特殊なパターンで、衛星が極めて大きいものが1つだけあるという構造であり、月の質量は地球の81分の1に及ぶ。他の惑星の衛星の場合は質量比がはるかに小さく、大きくてもそれが属する惑星の1万分の3程度が普通で、次に大きい海王星に対するトリトンの質量比が約5000分の1である。

### 衛星の一覧
| 直径 (km)   | 地球 | 火星              | 木星 | 土星 | 天王星 | 海王星                                         | 冥王星                | ハウメア        | マケマケ          | エリス       |
| ----------- | ---- | ----------------- | --- | --- | --- | ---------------------------------------------- | --------------------- | --------------- | ----------------- | ------------ |
| 5000+       |      |                   | ガニメデ | タイタン | |                                                |                       |                 |                   |              |
| 4000 - 5000 |      |                   | カリスト | | |                                                |                       |                 |                   |              |
| 3000 - 4000 | 月   |                   | イオ エウロパ | | |                                                |                       |                 |                   |              |
| 2000 - 3000 |      |                   | | | | トリトン                                       |                       |                 |                   |              |
| 1000 - 2000 |      |                   | | レア イアペトゥス ディオネ テティス | チタニア オベロン ウンブリエル アリエル                                                                                     |                                                | カロン                |                 |                   |              |
| 500 - 1000  |      |                   | | エンケラドゥス | |                                                |                       |                 |                   |              |
| 100 - 500   |      |                   | アマルテア ヒマリア | ミマス ヒペリオン フェーベ ヤヌス エピメテウス | ミランダ シコラクス パック ポーシャ                                                                                         | プロテウス ネレイド ラリッサ ガラテア デスピナ |                       | ヒイアカ ナマカ | S/2015 (136472) 1 | ディスノミア |
| 50 - 100    |      |                   | テーベ エララ パシファエ | プロメテウス パンドラ | ビアンカ クレシダ デスデモナ ジュリエット ロザリンド ベリンダ キャリバン                                                    | タラッサ ナイアド ハリメデ ネソ                | ヒドラ ニクス         |                 |                   |              |
| 10 - 50     |      | フォボス ダイモス | シノーペ リシテア カルメ アナンケ レダ アドラステア メティス | ヘレネ テレスト カリプソ アトラス パン ユミル パーリアク タルボス イジラク キビウク アルビオリックス シャルナク ポリデウケス | コーディリア オフィーリア プロスペロー セティボス ステファノー フランシスコ ファーディナンド ペルディータ マブ キューピッド | サオ ラオメデイア プサマテ ヒッポカンプ        | ケルベロス ステュクス |                 |                   |              |
| 0 - 10      |      |                   | カリロエ テミスト メガクリテ タイゲテ カルデネ ハルパリケ カリュケ イオカステ エリノメ イソノエ プラクシディケ アウトノエ スィオネ ヘルミッペ アイトネ エウリドメ エウアンテ エウポリエ オーソシエ スポンデ カレ パシテー ヘゲモネ ムネメ アオエデ テルクシノエ アルケ カリコレ ヘリケ カルポ エウケラデ キレーネ コレ ヘルセ S/2010 J 1 S/2010 J 2 ディア S/2016 J 1 S/2003 J 18 S/2011 J 2 Eirene Philophrosyne S/2017 J 1 Eupheme S/2003 J 19 Valetudo S/2017 J 2 S/2017 J 3 Pandia S/2017 J 5 S/2017 J 6 S/2017 J 7 S/2017 J 8 S/2017 J 9 Ersa S/2011 J 1 S/2003 J 2 S/2003 J 4 S/2003 J 9 S/2003 J 10 S/2003 J 12 S/2003 J 16 S/2003 J 23 | スットゥングル ムンディルファリ スカジ エリアポ スリュムル ナルビ メトネ パレネ ダフニス エーギル ベブヒオン ベルゲルミル ベストラ ファールバウティ フェンリル フォルニョート ハティ ヒュロッキン カーリ ロゲ スコル スルト アンテ ヤルンサクサ グレイプ タルクェク (S/2004 S 3) (S/2004 S 4) (S/2004 S 6) S/2004 S 7 S/2004 S 12 S/2004 S 13 S/2004 S 17 S/2006 S 1 S/2006 S 3 S/2007 S 2 S/2007 S 3 S/2009 S 1 | トリンキュロー マーガレット                                                                                                 |                                                |                       |                 |                   |              |

- 木星・土星の50km以下、天王星の100km以下は登録番号順
- ()付きは存在しない可能性があるもの

## 比喩表現
衛星の比喩として「衛星都市」、「衛星国家」などの表現も用いられる。

## 参考・関連文献
- ニール・F・カミンズ 著、増田まもる 訳『もしも月が2つあったなら』東京書籍、2010年。ISBN 978-4-487-80494-8。
- 『完全図解・宇宙手帳―世界の宇宙開発活動「全記録」』（ブルーバックス、2012年03月 ISBN 978-4062577625）- 衛星の直径や離心率、等級のデータが掲載されている。